# Granvisus
A Granvisus  egy magyar márkanév, amely Esztergomban gyártott látszerészeti termékek, főleg szemüvegkeretek tekintetében vált ismertté.

## A szó eredete
A szót a Gran (Esztergom német neve) és a latin visus (kb. látó)  összetételéből képezték. 

## Története
A második világháború után egy korábbi katonai laktanya helyén alapították meg a Szemüvegkeretgyár állami vállalatot, amit később a Magyar Optikai Művekhez csatoltak. A vállalat neve 1970-ben Granvisus Látszerészeti Eszközök Gyárára változott. 
Magyarországon az 1970-es években komoly színvonalú szemüvegkeret-gyártás folyt,  évi kétmillió darab legyártására alkalmas gépi kapacitással. A magyar termékeket 35 országba szállítottak. Az 1980-es évek végére leálltak az addigi fejlesztések, beszűkült a szocialista országok közötti piac is. Ekkor az addigi Granvisus Látszerészeti Eszközök Gyárából hat kft. alakult; többségük néhány éven belül eltűnt.
1989. június 18-án alapították a GRANVISUS Látszerészeti Kft. céget (rövidített neve: GRANVISUS LÁTSZER). 
1995-ben hírül adták, hogy a Granvisus céget az 1956-os forradalom után emigrált, Németországban élő Svercsek Béla vásárolta meg.